# Юкачи (деревня)
Юкачи (тат. Юкәче) — деревня в Мамадышском районе Республики Татарстан России. Входит в состав Шадчинского сельского поселения.

## География
Деревня находится в северной части Татарстана, в зоне хвойно-широколиственных лесов, в пределах юго-западной окраины Верхнекамской возвышенности, на левом берегу реки Шии, при автодороге 16К-1122, на расстоянии примерно 20 километров (по прямой) к северо-западу от города Мамадыша, административного центра района. Абсолютная высота — 73 метра над уровнем моря.

### Климат
Климат характеризуются как умеренно континентальный, с относительно влажным и прохладным летом и умеренно холодной и снежной зимой. Среднегодовая температура воздуха составляет 4,3 °С. Средняя температура воздуха самого холодного месяца (января) — −11,4 °C; самого тёплого месяца (июля) — 20,3 °C. Среднегодовое количество атмосферных осадков составляет 552 мм, из которых более 368 мм выпадает в период с апреля по октябрь.

### Часовой пояс
Деревня Юкачи, как и весь Татарстан, находится в часовой зоне МСК (московское время). Смещение применяемого времени относительно UTC составляет +3:00.

## Население
Население деревни Юкачи в 2017 году составляло 206 человек.

### Национальный состав
Согласно результатам переписи 2002 года, в национальной структуре населения татары составляли 96 % из 250 чел.